# Anhtifi

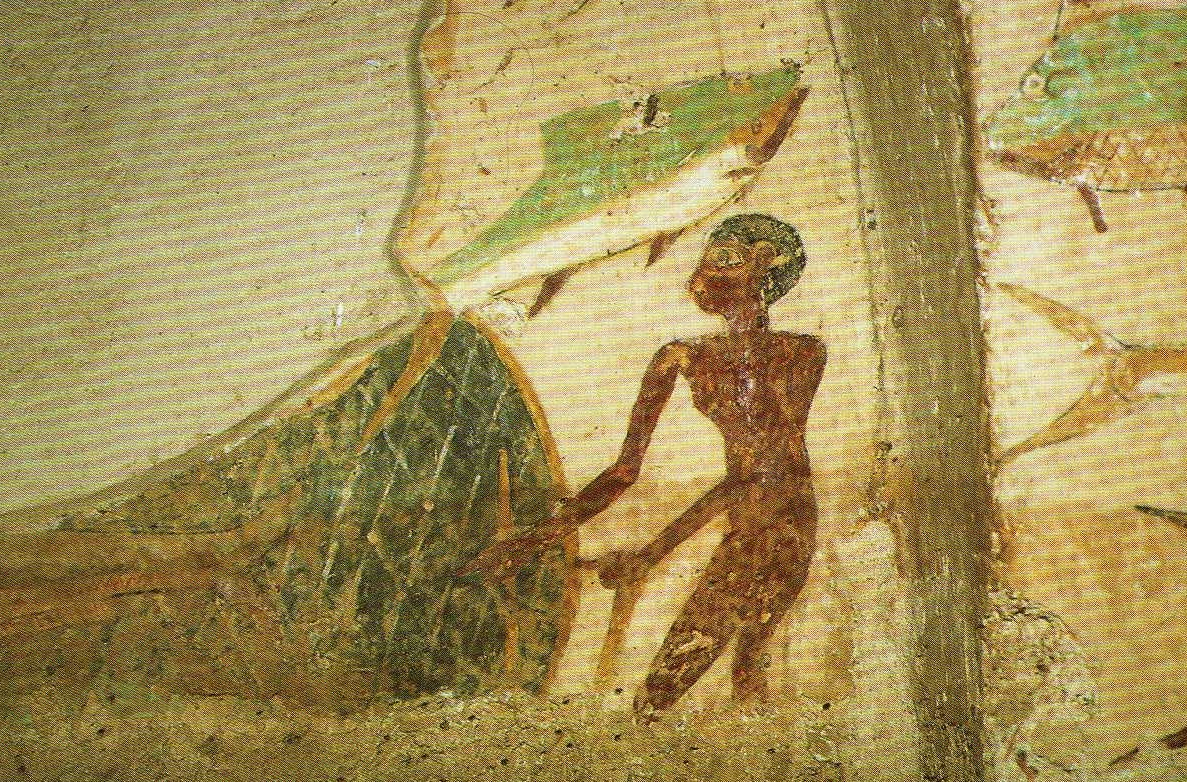
Anhtifi sírjának egy freskója, a halászat ábrázolása

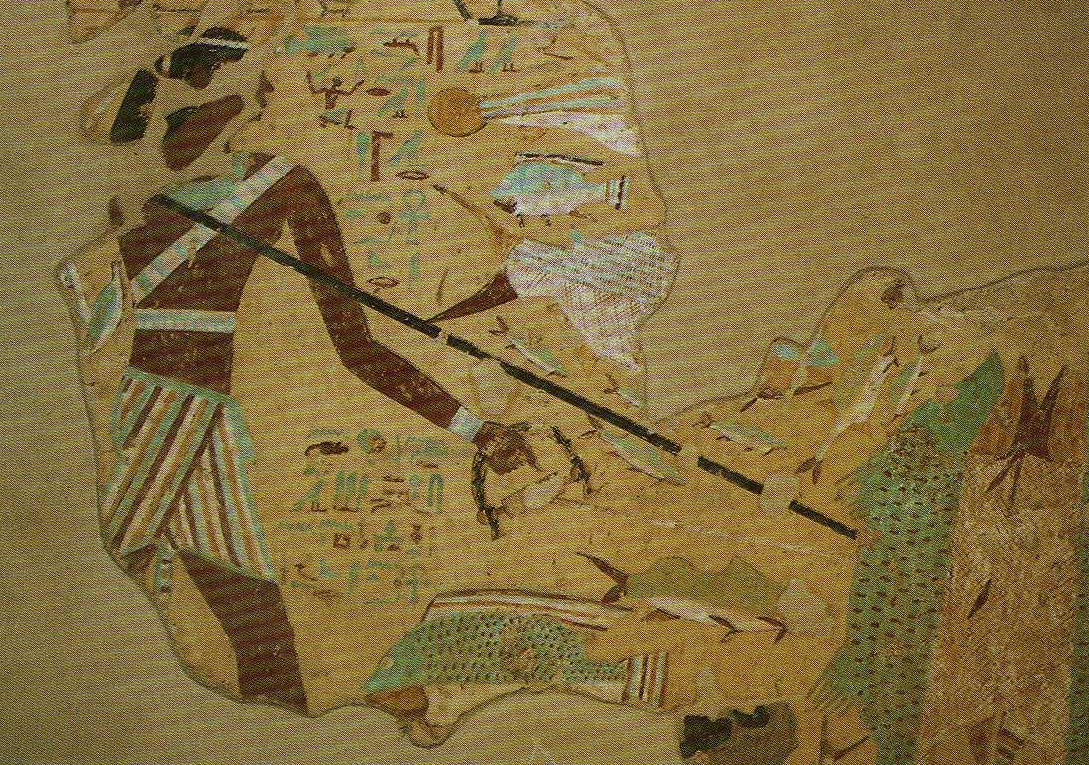
Anhtifi halászik

Anhtifi (ˁnḫ-tỉ-fỉ) egy ókori egyiptomi hivatalnok; az óbirodalom végén, és részben az első átmeneti korban a felső-egyiptomi 4. szepat (görögül nomosz), Tjen, később emellett a 3. nomosz, Tesz-Hór (ismertebb nevükön Nehen és Edfu) kormányzója (nomarkhésze), volt, egy időben Elephantinéé is. Székhelye az ősi Hefat városában volt, amelyet ma El Moallának neveznek.

## Életrajza
A moallai áldozati templomában talált önéletrajzi felirat rengeteg részletet világít meg az Óbirodalom összeomlásáról, különösen annak apokaliptikus méretéről. Egy összefüggés nélküli szövegtöredék – egy képaláírás: „Hórusz adjon (jó) áradást fiának, Kanoferrének” – alapján bizonyosan állítható, hogy II. Pepi (Kanoferré) korában vált nomarkhésszé, illetve részben az utána következő északot sújtó éhinség idején még hatalmon volt, sőt, ekkor teljesedett ki igazán a hatalma. Anhtifi életrajzi felirata csak egyszer említ királyt, ami nem is csoda Pepi hosszú életére visszagondolva, tehát bizonyosra vehető az is, hogy ekkor élt, és az is, hogy Pepi után a királyi hatalom és tekintély teljes mértékben megszűnt létezni, vagyis a birodalom Pepi halálával teljesen összeomlott, nomoszokra esett szét. Ezt erősíti az a tény, hogy Anhtifi nem királyi utasításokról beszél, hanem személyesen Hórusz kívánságairól.
Ebben a kontextusban rendkívül figyelemreméltó az, hogy I. Montuhotepet szokás „Hórusz ősnek” is nevezni, vagyis az is lehetséges, hogy Anhtifi Montuhotepet értette a szövegben az alatt, hogy „csak Hórusznak” engedelmeskedik.
Ha ezeket figyelembe vesszük, akkor látható, hogy Anthifi uralta a déli területek nagy részét, hatalma nyilvánvalóan meghaladta Thébáét, Théba azonban vallási központ volt, míg Anthifi csak világi uralommal rendelkezett, bizonyosan nem uralkodói leszármazással. Ennek megfelelően, ha Montuhoteppel szövetkezett, megfelelő utódot választottak, akkor máris látható, hogyan és miképpen lehetett szinte azonnal trónra kerülnie II. Antefnek, és miért tudtak csapatai szinte azonnal az első vízesésig előrenyomulni: nem volt ugyanis ellenállás az útjában, csak szövetséges. Valószínűsíthető, hogy ezt a szövetséget házasság pecsételte meg, amelynek eredményeképpen Anthifi kifogástalan temetést kapott, és Meir-ben temették el teljes pompával abban a temetőben, amelyben kizárólag a VI. dinasztia (II. Pepi) és a XI.-XII. dinasztia temetkezett. Ez újabb bizonyíték arra, hogy Felső Egyiptomban nem volt káosz, illetve arra is, hogy Anthifi rendkívül nagy megbecsülésben élt és halálában a fáraó kegyeltjei között, a dinasztiához hű emberként lett eltemetve.
Szarkofágja, múmiája, temetkezési kellékei ma a Metropolitian múzeumban találhatóak.
Anhtifi az óbirodalom végének új nemességéhez tartozott, a felemelkedő vidéki közigazgatási felső vezetéshez. Közelebbi származása ismeretlen. Az óbirodalom összeomlása után magukra maradt szepatok (görögül nomosz, azaz kerület) megszerzéséért vetélkedés folyt, ő dél felé terjeszkedett, így tette rá a kezét a sajátjával délről határos tartományra, Tesz-Hórra.

„…Én vagyok az emberiség kezdete és vége, mert hozzám fogható sosem volt és nem is lesz… Hős vagyok, kinek nincs párja.”

– Anhtifi sírfelirata

A sírfeladat arra utal, hogy ő nem akart fáraó lenni, így bár hatalmát egy fáraótól kapta és azzá válhatott volna, nem tette, inkább támogatta később I. Montuhotep megfelelően felkészített fiait, a pap I. Antefet, és II. Antefet Egyiptom egységének helyreállításában. Erre utal a "Hórusztól fogad el utasítást" és az, hogy II. Pepi birodalma, azaz az egész királyság helyreállítása a célja. "Emberként" azonban olyan tudás és hatalom összpontosult a kezében, amely sem előtte, sem utána senkiében nem összpontosult, aki nem tört a legfőbb hatalomra, így a sírfelirat ezúttal sem túlzó, hanem egyszerűen ténymegállapító. Nem véletlen a fentebb említett tisztelettel eltemetése az őt megillető helyen – a XI-XII. dinasztiának megfelelő temetési ritusnak megfelelően, vagyis a legkifinomultabb nem uralkodói temetés biztosításával.
A hódítása mellett a legjelentősebb esemény a nyílt konfliktus Uaszet (Théba) és Kubti (Koptosz) koalíciója ellen. Ennek oka Junit (Hermonthisz) városa volt, amely többnyire az uaszeti kerülethez tartozott, de Anhtifi felvonult ellene, hogy elfoglalja. Az összecsapás végül az ellenfelek meghátrálása miatt elmaradt, amelyet sírfelirata is igazol, mely szerint "elég volt felvonulnia és nem volt, aki kiálljon vele". Ezt a gondolatmenetet ismét lehetne gőgnek értelmezni, csakhogy Szun Ce tanításából tudjuk, hogy ez a valódi hadvezér taktikája, hogy úgy vonuljon fel, hogy ne is kelljen harcolnia. Ez tehát azt igazolja, hogy Anthifi nem csak erős, hanem rendkívül felkészült is volt, valószínűleg kora legfelkészültebb vezetője. Érdemes ez ügyben El Cid-re is utalni, mert hasonló életút bontakozhat ki, az ember, aki király lehetett volna, de nem érezte magát rá méltónak, de királyt csinált azokból, akik méltóak voltak rá.
És Anhtifi ebben sem tévedett, jól választott, hiszen az Antefidák valóban gyorsan és csekély áldozatokkal újra egyesítették és újra felvirágoztatták Egyiptomot, vagyis – a közkeletű tévedéssel szemben – az egyik legsikeresebb egyiptomi személy volt.
Anhtifi az átmeneti időszakra jellemző módon az általa kormányzott területeken minden hatalmi ágazat legvégső feje volt. Kényszerűen egyesítette a közigazgatási és vallási posztokat, egyszerre volt Ten és Tesz-Hór szepatok legfőbb ura és a papok felügyelője is, de mindez egyszerűen a központi hatalom hiányából és az ősi vallás összeomlásából származtatható, és ezt az első lehetséges alkalommal szét is választotta a megfelelő személyek számára.
Életrajzi felirata szükségesnek tartja megemlíteni, hogy Alsó-Núbiától Abdzsuig (Abüdosz) szállított gabonát, mert a Nílus és a Fajjum tó tartós kiszáradása miatt egész Felső-Egyiptom haldokolt az éhségtől, és a kannibalizmus is mindennapos volt.
Erre ma már számos bizonyíték van, a pusztítás mértékét viszont felfogni sem vagyunk képesek, ezt közérthető formában leginkább a BBC "Ancient Apocalypse Death on the Nile" epizódja mutatja.
Ebben a korban az, hogy nem egyszerűen csak a saját szepatját tudta megfelelően ellátni, hanem másokon is tudott segíteni, az nyilvánvalóan rendkívül népszerűvé tette, nem véletlenül készült el a ma már egyre inkább komolyan vett áldozati temploma (amit tévesen halotti templomként szeretnek általában azonosítani, annak ellenére, hogy tudott, hogy hol temették el).
Anhtifi áldozati temploma és annak felirata magas színvonalú, irodalmilag jelentős alkotás, amely a saját korában párját ritkító volt, számos fáraónak a töredéke sem jutott, azonban rajta kívül a hozzá hasonló pozícióban lévőknek soha nem készült ilyen pazar emlékműve.